# Kimminsoperla hystrix
Kimminsoperla hystrix är en bäcksländeart som beskrevs av Joachim Illies 1975. Kimminsoperla hystrix ingår i släktet Kimminsoperla och familjen Notonemouridae. Inga underarter finns listade i Catalogue of Life.